# Why'd You Only Call Me When You're High?
Why'd You Only Call Me When You're High? is een nummer van de Britse indierockband Arctic Monkeys uit 2013. Het is de derde single van hun vijfde studioalbum AM.
Het nummer wist de 8e positie te behalen in het Verenigd Koninkrijk, terwijl het in de Vlaamse Ultratop 50 slechts voor een 31e positie goed was. Hoewel het nummer in Nederland geen hitlijsten wist te bereiken, geniet het er wel populariteit en kwam het in 2018 voor het eerst in de NPO Radio 2 Top 2000.

## NPO Radio 2 Top 2000
| Nummer met noteringen in de NPO Radio 2 Top 2000 | '18  | '19 | '20  | '21  | '22 | '23  | '24  |
| ------------------------------------------------ | ---- | --- | ---- | ---- | --- | ---- | ---- |
| Why'd You Only Call Me When You're High?         | 1870 | -   | 1560 | 1190 | 853 | 1135 | 1528 |

1. ↑  Een '-' betekent dat het nummer niet was genoteerd en een vetgedrukt getal geeft de hoogste notering aan.
2. ↑  2018 was het eerste jaar met een notering voor dit nummer.